# 浣沙河
浣沙河，宋朝时名为清湖河、西河，清朝时名为浣沙河、营河，是杭州一条已经消失的地表河流，现为地下暗河，依然承担城市排水功能。

## 位置
浣沙河与菜市河、盐桥河、小河一同组成了沟通钱塘江、京杭运河、西湖、西溪的水网。河流从涌金门闸出发，向东延伸至市河附近北折，分为两支，一支汇入市河，一支则改向西穿过清湖桥、安济桥、纪家桥后向北，流出余杭水门，汇入京杭大运河。

## 历史
1936年，黄绍竑担任浙江省主席期间，发动义工，填满被垃圾河废水淤塞的河道。填东浣沙河为庆春路之一段，填浣沙河上游之运司河为劳动路，填浣沙河上游之涌金池水为涌金路，填浣沙河上游之三桥址河为定安路、惠民路。
1970年初，杭州市组建浣纱河工程指挥部，计划将浣沙河改造为防空洞。首先阻断涌金闸，用机器吸干河道余水，随后号召全市机关、学校、企业的干部、员工、师生到施工现场搬运淤泥。清淤后，建设三层设施，底层为排水管道，中间层为防空洞，最上层为公路。1973年，填涌金水门水为开元路西段，填浣沙河为浣纱路。
1980年代，完成浣沙河下水道工程，从而避免污水倒灌入西湖。

## 图集

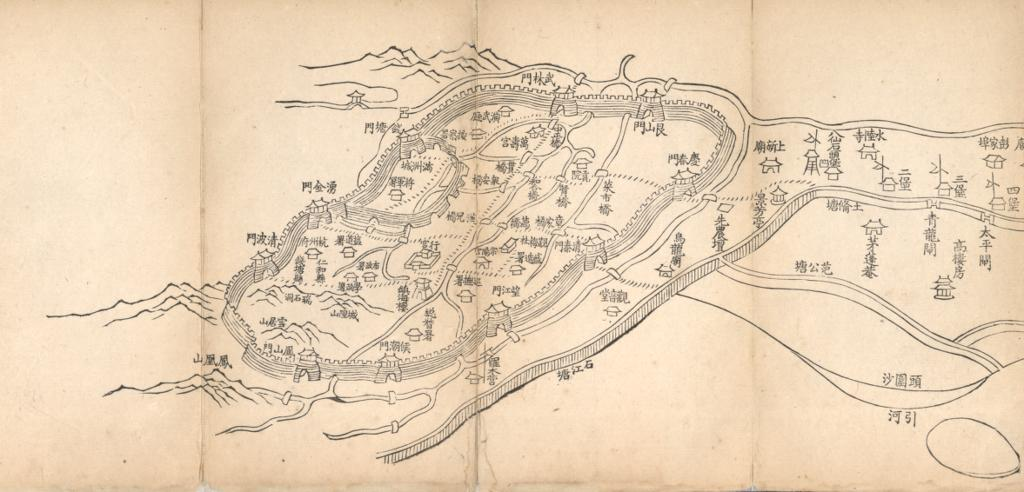
《安瀾園至杭州府行宮道里圖說》
《浙江省垣水利全圖》
《浙江省垣坊巷全圖》